# Ana, la de Avonlea
Ana, la de Avonlea (en inglés, Anne of Avonlea) es una novela de Lucy Maud Montgomery, fue publicada por primera vez en 1909, como L. M. Montgomery.
Siguiendo al libro Ana de las Tejas Verdes publicado en 1908, el libro es el segundo capítulo de la vida de Ana. La novela nos relata la vida de Ana durante los dos siguientes años, desde los 16 hasta los 18, tiempo durante el cual es la maestra de la escuela de Avonlea. Aunque en el libro aparecen la mayoría de los personajes del primer libro, también incluye nuevos personajes, como el señor Harrison, la señorita Lavendar Lewis, los mellizos Dora y Davy y Paul Irving.

## Título
Ana ya no es simplemente «la de Tejas Verdes», como lo era en el libro precedente, pero ahora asume su lugar entre la gente «importante» (y la «gente adulta») de la sociedad de Avonlea, pues es su única maestra. También es miembro fundador de la A.V.I.S. (the Avonlea Village Improvement Society), sociedad para la mejora de la sociedad de Avonlea, que intenta mejorar (con resultados cuestionables) el paisaje de Avonlea.

## Temas
Montgomery recibió una educación presbiteriana escocesa tradicional. El famoso principio de John Knox «Una escuela en cada pueblo, un instituto en cada ciudad» fue aceptado por la iglesia presbiteriana, y Montgomery creció en una cultura que valoraba mucho la educación. Al mismo tiempo, la educación de Montgomery había sido extremadamente estricta. Montgomery había seguido las teorías de reformistas educativos como John Dewey, y esta tensión entre la educación tradicional y las nuevas teorías se refleja en Ana de Avonlea pues Ana pasa mucho tiempo discutiendo los méritos de azotar a los estudiantes frente a la persuasión como método de enseñanza. En el libro, Ana hace que sus estudiantes escriban una redacción sobre sus pensamientos y creencias en lugar de aprendizaje de memoria.

## Argumento
El libro comienza revelando que Ana es la nueva maestra de la escuela de Avonlea, aunque aún continúa sus estudios en casa con Gilbert, que da clases en White Sands, un pueblo en las cercanías de Avonlea. Pronto conoceremos al nuevo y problemático vecino de Ana y Marilla, el Sr. Harrison y a su irritante loro, como también a los mellizos Davy y Dora. Los niños son hijos de una prima lejana de Marilla, quien decide adoptarlos tras la muerte de su madre. Dora es una agradable y extremadamente correcta niña, mientras que su hermano Davy es justo lo opuesto, un gran revoltoso que nunca para de meterse en líos. Inicialmente iban a estar poco tiempo, pero el tío de los mellizos pospone su regreso para recogerlos y luego acaba muriendo. Tanto Ana como Marilla se sienten aliviadas (Marilla interiormente, por supuesto) al saber que los mellizos se quedarán con ellas.
Algunos de los nuevos personajes son muchos de los alumnos de Ana, entre ellos Paul Irving, un niño estadounidense que vive con su abuela en Avonlea mientras que su padre, viudo, trabaja en los Estados Unidos. Complace a Ana con una imaginación desbordante y caprichosa, que recuerda a cómo era Ana de pequeña. Más tarde en el libro, Ana y sus amigos conocen a la señorita Lavendar Lewis, una dama dulce pero solitaria de cuarenta y tantos años, y que estuvo comprometida con el padre de Paul 25 años antes, pero se separaron después de una discusión. Al final del libro, el señor Irving regresa y se casará con la señorita Lavendar.
Entre otras muchas cosas, durante este libro, Ana descubre las alegrías y problemas de ser maestra, toma parte de la educación de los mellizos y organiza la S.F.A (Sociedad de Fomento de Avonlea) junto con Gilbert, Diana y Fred Wright, aunque sus esfuerzos por mejorar la ciudad no siempre tienen éxito. La Sociedad emprende una suscripción de repintar un viejo edificio municipal, resultando que el pintor le da un color equivocado, con lo que acaba luciendo un monstruoso azul brillante.
Hacia el final del libro, la señora Rachel Lynde queda viuda y se traslada a vivir con Marilla en Tejas Verdes, lo que permitirá a Ana ir a la universidad, por fin. Ella y Gilbert hacen planes para acudir al Redmond College en el otoño.
Ana irá madurando a lo largo del libro aunque sin ser capaz de librarse por completo de sus típicas meteduras de pata, como vender la vaca de su vecino el señor Harrison por equivocación, al confundirla con su propia vaca, tiñéndose accidentalmente  la nariz de rojo, y quedándose atrapada en el techo de la casa de los patos mientras mira por la ventana de la despensa

## Personajes
Ana Shirley - Una vez una huérfana valiente, soñadora, pecosa y pelirroja, Ana ha crecido y ahora trabaja de maestra de la escuela de Avonlea. Todavía no ha perdido su espíritu creativo e imaginativo. Destaca con su pelo rojo entre todo el mundo, y se adapta a su nueva atmósfera en «Ana de las Tejas Verdes».
Marilla Cuthbert - La mujer que acogió a Ana cinco años antes, junto con su hermano Matthew, ya fallecido. Marilla ahora se lleva mucho mejor con Ana. 
Gilbert Blythe - Enemigo de Ana en la infancia, ahora es un buen amigo. Gilbert es también maestro en el cercano pueblo de White Sands. Está enamorado de Ana, pero aún no se lo ha dicho a ella.
Diana Barry - La amiga del alma de Ana desde la infancia, morena. Siguen siendo buenas amigas.
Rachel Lynde - Vecina y mejor amiga de Marilla, una mujer franca y obstinada, pero bien intencionada. Aunque todavía discute con Ana, la quiere de verdad.
Davy Keith - Uno de los mellizos que acoge Marilla. Davy es travieso, desobediente, le encanta comer dulces y rara vez hace lo que le dicen. Tiene rizos claros por toda la cabeza, un hoyuelo, ojos pícaros color avellana, nariz chata y, a menudo, sonríe.
Dora Keith - Dora, la hermana de Davy, es justo lo opuesto a él. Hace todo lo que le dicen, sin cometer errores y es muy dócil. Tiene rizos claros, largos y elegantes, ojos color avellana suave, nariz recta y boca de «ciruelas pasas y prismas».
Jane Andrews - Amiga de la infancia de Ana, también maestra, en Newbridge.
Fred Wright - Un amigo de Gilbert, que planea seguir los pasos de su padre como granjero. Está enamorado de Diana, con la que acaba comprometido aunque está lejos de ser el marido ideal en el que piensan él y su amiga Ana.
Sr. J.A. Harrison - Nuevo vecino de Ana y Marilla, hombre que al principio parece de mal humor, pero que se convierte en un buen amigo de Ana con su actitud práctica y sensata. Tiene un loro muy grosero que se llama Ginger quien más tarde muere debido a una granizada.
Paul Irving - Uno de los estudiantes de Ana, un niño imaginativo y amigo de Ana. Fue criado en los Estados Unidos y ha ido a Avonlea a vivir con su abuela paterna.
Anthony Pye - Otro de los estudiantes de Ana, e inicialmente el más difícil. Pone a prueba la paciencia de Ana hasta el punto de que finalmente ella estalla y le da un azote, y aunque ella queda horrorizada consigo misma después, gana el respeto de este alumno y mejora su comportamiento.
Srta. Lavendar Lewis - Una solterona imaginativa y atractiva, con algún cabello cano, a quien Ana y su amiga Diana encuentran de camino a la casa de un amigo. Vive en Echo Lodge. Se convierte también en buena amiga de Ana.
Charlotta la Cuarta - La doncella de la señorita Lavendar. Su nombre auténtico es Leonora y es la más joven de las cuatro chicas que han sido empleadas por la señorita Lavendar. Su hermana mayor se llamaba Charlotta y la señorita Lavendar sigue refiriéndose a las tres hermanas como «Charlotta». Tiene buenas intenciones, pero es un poco rara, y a todo el mundo lo llama «señor» o «señora».
Stephen Irving - El padre de Paul y enamorado de la señorita Lavendar en su juventud. Los dos tuvieron una discusión antes de que Paul naciera, y el Sr. Irving se marchó a los Estados Unidos y se casó con la madre de Paul. Se reconcilian gracias a Ana muchos años después de la muerte de la primera esposa del Sr. Irving.
Priscilla Grant - Una antigua compañera de clase de Ana en la Academia de la Reina.

## Serie
Montgomery siguió la historia de Ana Shirley en una serie de secuelas. Están enumeradas según la edad de Ana en cada una de las novelas.
| # | Libro                       | Fecha de publicación | Edad de Ana Shirley |
| 1 | Ana de las Tejas Verdes     | 1908                 | 11 – 16             |
| 2 | Ana de Avonlea              | 1909                 | 16 – 18             |
| 3 | Ana, la de la Isla          | 1915                 | 18 – 22             |
| 4 | Ana, la de Álamos Ventosos  | 1936                 | 22 – 25             |
| 5 | Ana y la casa de sus sueños | 1917                 | 25 – 27             |
| 6 | Ana la de Ingleside         | 1939                 | 34 – 40             |
| 7 | El valle del arco iris      | 1919                 | 41—48               |
| 8 | Rilla, la de Ingleside      | 1921                 | 49 – 53             |

| # | Libro                          | Fecha de publicación | Edad de Ana Shirley |
| — | Crónicas de Avonlea            | 1912                 | —                   |
| — | Ulteriores crónicas de Avonlea | 1920                 | —                   |
| — | Citas de los Blythe            | 2009                 | —                   |

## En cine, televisión o adaptaciones teatrales
La miniserie de 1975 Ana de Avonlea, la secuela de la película perdida del año 1972 Ana de Tejas Verdes, protagonizada por Kim Braden como Ana, se basa en esta novelas así como el siguiente libro Ana de la Isla.
El libro formó la base de la miniserie de CBC Television de 1987 Ana de Tejas Verdes: la secuela, que se retransmitió como Ana de Avonlea en el Disney Channel en los Estados Unidos, así como la secuela película de 1985 Ana de las Tejas Verdes.
Este libro junto con Ana de la Isla formaron la base del musical Anne & Gilbert.